# Roald Muggerud
Roald Muggerud (Oslo, 1931. december 12. – Oslo, 2024. augusztus 3.) válogatott norvég labdarúgó, csatár.

## Pályafutása

### Klubcsapatban
1951 és 1964 között a Lyn labdarúgója volt, ahol egy norvég bajnoki címet szerzett a csapattal.

### A válogatottban
1958 és 1960 között négy alkalommal szerepelt a norvég válogatottban.

## Sikerei, díjai
Lyn
- Norvég bajnokság
  - bajnok: 1964

## Statisztika

### Mérkőzései a norvég válogatottban
| Norvégia | Norvégia             | Norvégia                         | Norvégia | Norvégia | Norvégia | Norvégia           | Norvégia | Norvégia |
| #        | Dátum                | Helyszín                         | Hazai    | Eredmény | Vendég   | Kiírás             | Gólok    | Esemény  |
| -------- | -------------------- | -------------------------------- | -------- | -------- | -------- | ------------------ | -------- | -------- |
| 1.       | 1958. augusztus 13.  | Oslo, Ullevaal Stadion           | Norvégia | 6 – 5    | NDK      | barátságos         | -        |          |
| 2.       | 1959. augusztus 21.  | Oslo, Ullevaal Stadion           | Norvégia | 2 – 1    | Izland   | olimpiai selejtező | -        |          |
| 3.       | 1959. szeptember 13. | Oslo, Ullevaal Stadion           | Norvégia | 2 – 4    | Dánia    | olimpiai selejtező | -        |          |
| 4.       | 1960. május 26.      | Koppenhága, Idrætsparken Stadion | Dánia    | 3 – 0    | Norvégia | Északi bajnokság   | -        |          |
|          | Összesen             |                                  |          | 4        | mérkőzés |                    | 0        | gól      |